# Шандра чужоземна
Шандра чужоземна (Marrubium peregrinum) — вид рослин з родини глухокропивові (Lamiaceae), поширений у середній, південно-східній і східній Європі, Туреччині, Закавказзі.

## Опис
Багаторічна рослина 30–75 см заввишки. Листки коротко-черешкові, видовжено-ромбічні, городчато-пилчасті, біля основи цілокраї. Кільця 6–10-квіткові, зближені на кінцях гілок. Приквітки коротші від трубки чашечки.

## Поширення
Поширений у середній, південно-східній і східній Європі, Туреччині, Закавказзі.
В Україні вид зростає на приморських косах, сухих степових схилах, у засмічених місцях — у злаковому й полинному Степу, Кримському передгір'ї, зх. і сх. ч. ПБК.